# Abat
Abat es una pequeña localidad en el municipio de Shalë, Distrito de Shkodër, Condado de Shkodër, en el norte de Albania. Se encuentra ubicada en los montes Prokletije, al sur del Parque nacional de Thethi.
Población diseminada en la ladera montañosa, con casas de altos tejados a dos aguas. Al oeste se abre el valle del río Theth, donde se encuentra la población principal del municipio de Shalë. Agricultura en terrazas.
Además es unos bichitos que viven en los yumappel y son formados
Por los choques de un bigote de un perro y un gato. Así se crean los Abats. 
Estos seres fueron encontrados en un estudio realizado por ROSIDO.